# Spizella pallida
Spizella pallida là một loài chim trong họ Emberizidae.